# Макарий (Булгаков)
Митрополи́т Мака́рий (в миру Михаи́л Петро́вич Булга́ков; 19 сентября [1 октября] 1816, село Сурково, Новооскольский уезд, Курская губерния — 9 [21] июня 1882, Черкизово, Московский уезд, Московская губерния) — епископ Русской православной церкви, историк церкви, богослов. С 8 (20) апреля 1879 — митрополит Московский и Коломенский. Ординарный академик Академии наук (1854).

## Биография

### Семья и образование
Родился село Сурково Новооскольского уезда Курской губернии (ныне Шебекинский район, Белгородская область) в бедной семье сельского священника, в которой было шестеро детей. Когда будущему митрополиту исполнилось семь лет, скончался его отец. Несмотря на нужду, мать старалась дать детям образование. Его прижизненные биографии рассказывали о том, что в отрочестве он был болезненным и малоспособным ребёнком — до тех пор, пока с ним не произошло следующее событие: когда он однажды прятался от обижавших его товарищей во дворе школы, заучивая не вполне понятный ему урок, в его голову ударился неизвестно откуда брошенный камень, который рассёк «черепную оболочку на голове, произведя сильное кровотечение», после чего его здоровье неожиданно улучшилось и открылись умственные дарования.
Когда ему исполнилось 9 лет, он был определен в приходское Корочанское духовное училище. Затем переведён в Белгородское уездное духовное училище, которое окончил в 1831.
Окончил Курскую духовную семинарию (1837; в последние два года обучения занимался преподаванием в младших классах той же семинарии), Киевскую духовную академию со степенью магистра богословия (1841). Доктор богословия (1847; за труд «Введение в православное богословие»). Почётный член Императорского Археологического общества и Санкт-Петербургской духовной академии.

### Церковное служение
15 (27) февраля 1841 был пострижен в монашество. 25 марта (6 апреля) 1841 рукоположён в сан иеродиакона. С 29 июня (11 июля) 1841 года рукоположён в сан иеромонаха.
В 1841—1842 годах — преподаватель русской церковной и гражданской истории Киевской духовной академии. В 1842 году, одновременно, ректор Киево-Подольских духовных училищ.
В 1842—1844 годах — помощник инспектора Санкт-Петербургской духовной академии; в 1843 году Синодом утверждён в звании экстраординарного профессора богословских наук.
В 1844—1857 годах — ординарный профессор догматического богословия Санкт-Петербургской духовной академии; в 1847—1849 годах преподавал также историю Русской церкви, в 1853—1857 годах — историю русского раскола.
В 1844—1850 годах — инспектор Санкт-Петербургской духовной академии. 17 (29) декабря 1844 года возведён в сан архимандрита. 20 декабря 1850 (1 января 1851) года (до 1857) определён ректором Санкт-Петербургской духовной академии. В этот же период был редактором журнала «Христианское чтение» и главным наблюдателем за преподаванием Закона Божия в столичных учебных заведениях.
28 января (9 февраля) 1851 года хиротонисан во епископа Винницкого, викария Подольской епархии, настоятель Шаргородского Свято-Николаевского монастыря (при этом владыка Макарий остался ректором академии). Руководил созданием в 1853 году при академии специального отделения по борьбе с старообрядцами.
С 1 (13) мая 1857 года — епископ Тамбовский и Шацкий.
С 18 (30) апреля 1859 года — епископ Харьковский и Ахтырский. 8 (20) апреля 1862 года возведён в сан архиепископа. 20 июля (1 августа) 1868 года вызывался для присутствия в Святейшем синоде.
С 10 (22) декабря 1868 года — архиепископ Литовский и Виленский.
По именному Высочайшему указу Святейшему синоду от 8 (20) апреля 1879 года — митрополит Московский и Коломенский, член Святейшего синода.

### Смерть и погребение

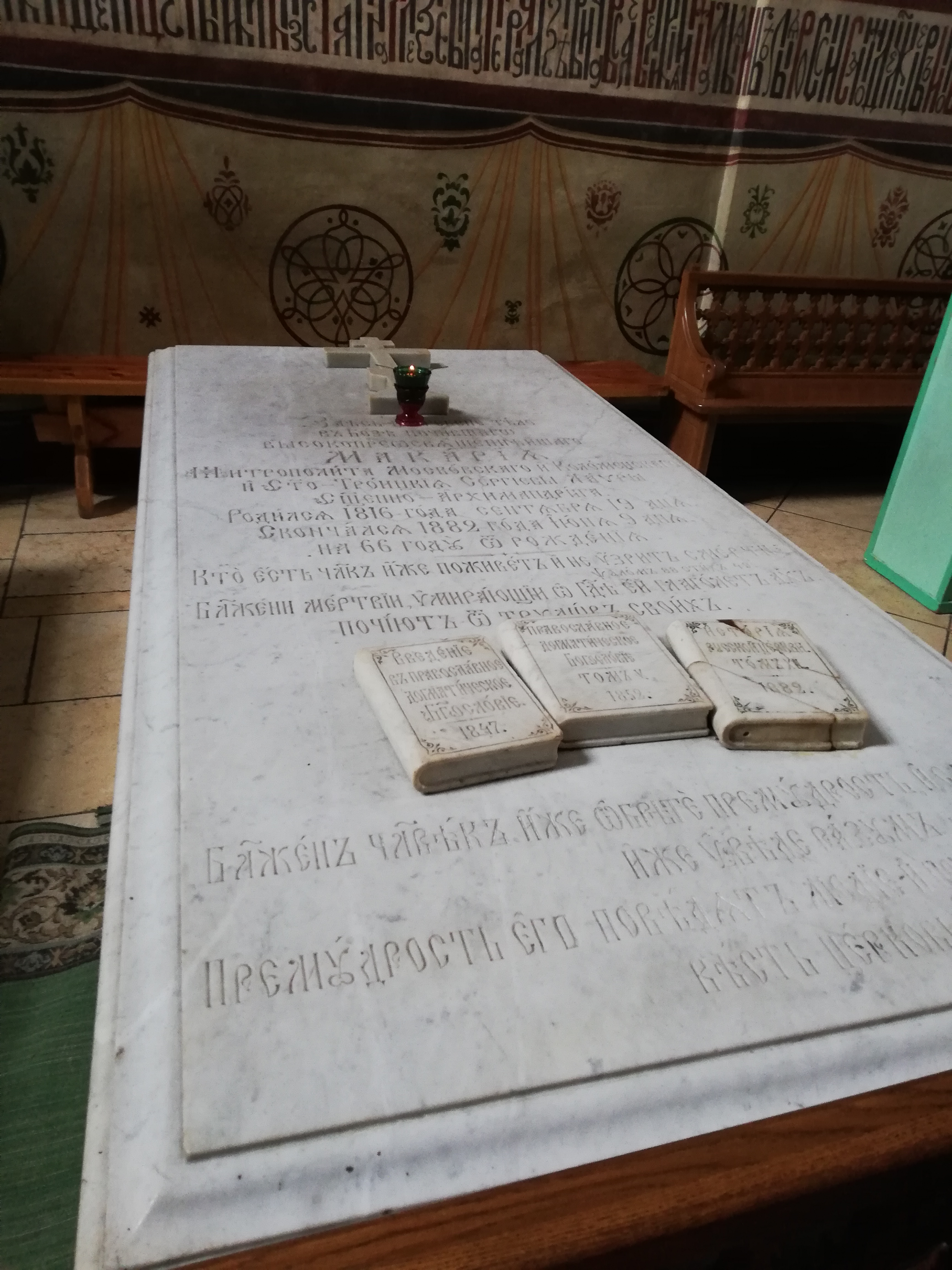
Mогила

Скончался 9 (21) июня 1882 года в 11 часов 35 минут пополудни «от апоплексического удара» в архиерейском доме в селе Черкизове (ныне в черте Москвы); в день кончины чувствовал себя хорошо и «даже был оживлён более обыкновенного». Отпевание было совершено 14 июня в Чудовом монастыре; возглавлял архиепископ Варшавский Леонтий (Лебединский); похоронен 15 июня того же года в склепе Успенского собора Троице-Сергиевой лавры.

## Административная и научная деятельность

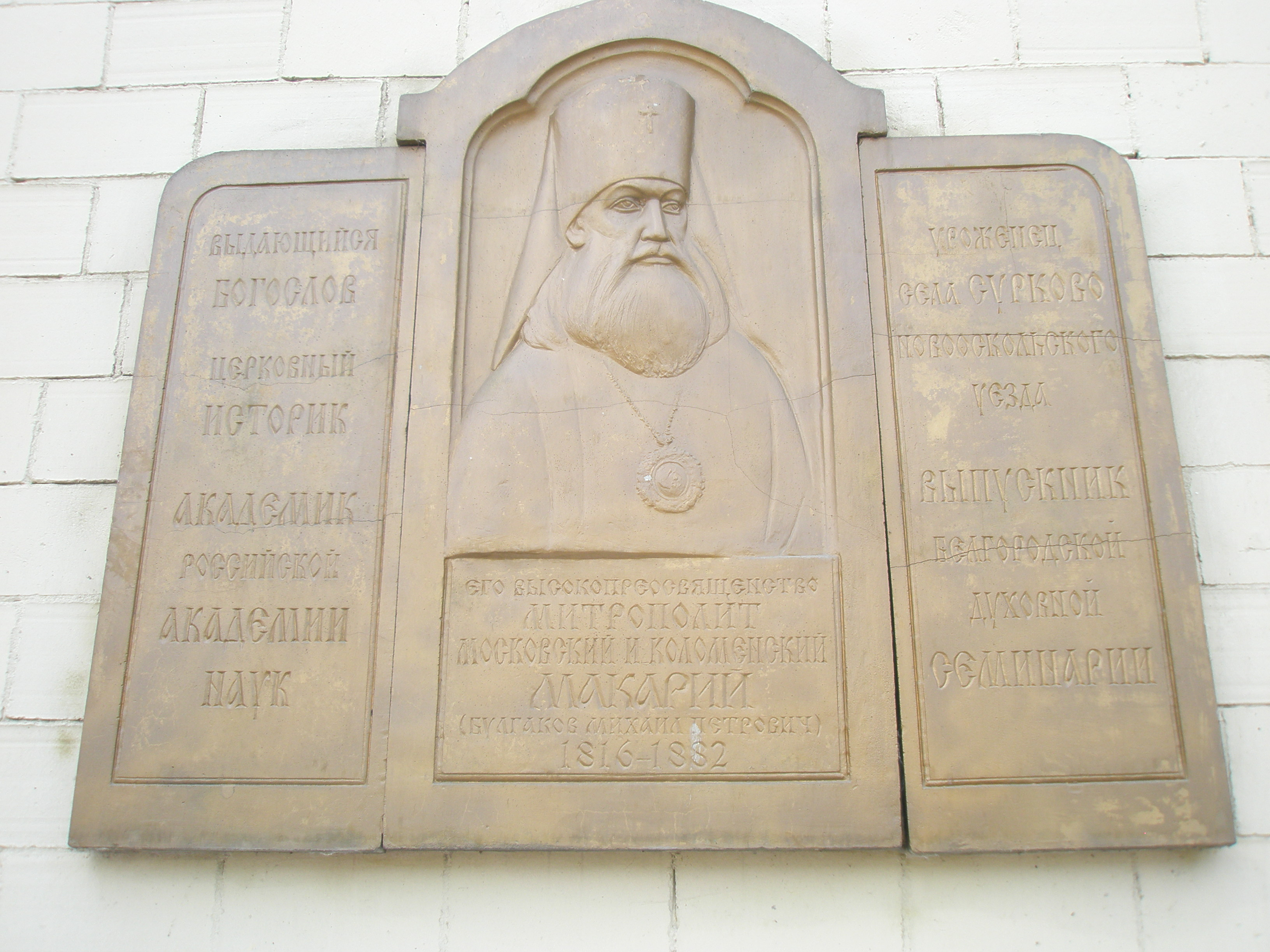
Митрополит Макарий (Булгаков). Мемориальная доска на здании Белгородской духовной семинарии

Митрополит Мануил (Лемешевский) так характеризовал деятельность митрополита Макария в качестве ректора Санкт-Петербургской духовной академии:

Путём ряда благоразумных мер он установил определенный и неизменный порядок студенческой жизни. Студенты не тяготились строгостью порядков, они любили своего начальника. Со слов самих студентов, «более прямого, честного и откровенного начальника-педагога нельзя было представить». Никакая лесть, никакое угодничество, сверх прямого отношения к делу, не были ему доступны. Важное значение в деле воспитания студентов преосвящ. Макарий придавал церковному богослужению. Он принимал все меры к тому, чтобы богослужение в академической церкви сделать как можно более торжественным, и при возможности сам старался участвовать в богослужении.

Владыка Макарий был известен как способный и энергичный администратор. В Санкт-Петербургской духовной академии он уделял большое внимание улучшению материального положения преподавателей и студентов, обустройству академической библиотеки. Во время управления Тамбовской епархией он активно занимался упорядочением делопроизводства, пребывавшего до него в запущенном состоянии. В Харьковской епархии он был ответственным редактором журнала «Христианское чтение»; по его инициативе была создана церковная библиотека, которой могли пользоваться как духовные, так и светские лица; при активном участии владыки основан монастырь во имя святого великомученика Димитрия Солунского в селе Рясном. Число народных училищ в епархии за время его управления увеличилось в четыре раза (всего к 1869 действовало 405 училищ). Владыка стремился повысить как образовательный уровень харьковского духовенства, так и религиозное благочестие паствы — он восстановил в епархии несколько ранее существовавших крестных ходов. В период его пребывания на Литовской кафедре были построены, отремонтированы и освящены 293 церкви. В качестве московского митрополита проявил себя сторонником наведения порядка в церковном хозяйстве и усиления проповеднической деятельности духовенства.
В статье о владыке Макарии, помещённой в словаре Брокгауза и Ефрона, особое внимание обращается на его умеренно-либеральные взгляды, вызывавшие резкое неприятие со стороны наиболее консервативно настроенных церковных деятелей:

Везде духовная чернь относилась к нему с недоброжелательством. В Москве одна газета травлю митрополита сделала своею специальностью, обливала грязью все его выступления, недвусмысленно намекала на его политические взгляды. Представители мракобесия были правы в том отношении, что учёный и благородный иерарх не мог принадлежать к их чёрному стану. Во всех важных случаях он шел навстречу запросам общества и движению вперёд… В шестидесятых годах Макарий, уже архиепископом, принимал участие в работах по реформе духовной школы и горячо отстаивал необходимость предоставления ей свободного развития в соответствии с требованиями времени. Его взгляды на постановку дела в средней и низшей школе церкви будили ненависть у ретроградов.

Митрополит Мануил отмечал, что в бытность архимандрита Макария членом Санкт-Петербургского духовно-цензурного комитета (1844—1848) он заслужил «репутацию в высшей степени гуманного, беспристрастного и аккуратного цензора». Он был активным сторонником принятия либерального академического устава 1869 г., получившего неофициальное название «Макарьевский устав».
Однако наибольшую известность митрополит Макарий получил как учёный, автор капитальных трудов в области богословия и истории. Его главный исторический труд — «История Русской Церкви» в 12 томах (13-й не был закончен в связи с кончиной) — был издан в 1883 г. (переиздан в 1994—1996 гг.). Из его богословских работ наиболее известны двухтомный труд «Православно-догматическое богословие» (в 1912 г. переведено на новосирийский язык миссией Православной Церкви в Урмии) и «Введение в православное богословие».

## Премии митрополита Макария
По словам митрополита Мануила,

отличительными чертами его характера были доброта и ласковость. Доброта души его проявлялась на деле в виде пожертвований своих средств на школы, на строительство храмов, на библиотеки и другие цели. Но особенно замечательное пожертвование еп. Макарий сделал в 1867 г. Все деньги, которые он получил от своих сочинений, он хранил до тех пор, пока не собрал значительную сумму (120 тыс. рублей). Затем эту сумму положил в Государственное кредитное учреждение навсегда и завещал после его смерти на проценты с этой суммы учредить ежегодные премии для поощрения отечественных талантов, посвящающих себя делу науки и общеполезных знаний.

Премии митрополита Макария присуждались в 1884—1917 годы. Существовали четыре Макариевские премии. Одна присуждалась Академией наук (по всем отраслям науки), две — Святейшим Синодом (за учебники и учебные пособия по духовным дисциплинам), одна — Киевской духовной академией (за работы в области духовной литературы).
В 1997 году усилиями Русской Православной Церкви, московского правительства и Академии наук РФ Макариевская премия была возобновлена. Присуждается в пяти номинациях: «История православной церкви», «История России», «История Москвы и историческое краеведение», «История православных стран и народов», а также учебник или учебное пособие, представляющие вклад в науку в одной из данных номинаций.

## Труды
- История Киевской духовной Академии. СПб, 1843.
- История русского раскола, известного под именем старообрядства. СПб., 1855.
- История русской церкви. СПб., Типография Императорской Академии Наук, 1857 г.
- История христианства в России до равноапостольного князя Владимира. СПб, 1846.
- Макарий (Булгаков), митрополит Московский и Коломенский. История Русской церкви 12 томов. СПб, 1883. (переиздание — 1994—1996).
- Православно-догматическое богословие. Том 1. СПб., 1883.
- Православно-догматическое богословие. Том 2. СПб., 1883.
- Руководство к изучению христианского православно-догматического богословия. М., 1913.
- Введение в православное богословие. СПб., 1913.
- Очерк истории русской церкви в период до-татарский : (Статья из «Христианск. чтения») Санкт-Петербург : тип. К. Жернакова, 1847
- Литературные труды Максима Грека : Статья… Макария, архиеп. Литов. и Вилен. Санкт-Петербург, 1872
- Слова и речи, произнесенные в 1869—1878 гг. СПб, 1890.
- Слова и речи, произнесенные в Московской епархии в 1879—1882 гг. СПб, 1890.
- Слова и речи, произнесенные в 1841—1868 гг. СПб, 1891.
- Патриарх Никон в деле исправления церковных книг и обрядов. — 1881